# Дробтинці
Дробтинці (словен. Drobtinci) — поселення в общині Апаче, Помурський регіон, Словенія. Висота над рівнем моря: 229,1 м.